# Return to Dust
Return to Dust (Originaltitel: 隐入尘烟, Yin ru chen yan) ist ein chinesischer Spielfilm von Li Ruijun aus dem Jahr 2022. Das Drama handelt von einem Mann und einer Frau (dargestellt von Wu Renlin und Hai Qing), die im ländlichen China von ihren Familien zu einer arrangierten Ehe gezwungen werden.
Der Film wurde im Februar 2022 bei den 72. Internationalen Filmfestspielen Berlin uraufgeführt.

## Handlung
Im rauen und ländlichen China werden Ma und Guiying von ihren Familien verstoßen und zu einer arrangierten Heirat gezwungen. Der schweigsame Bauer Ma ist als letztes Mitglied seiner Familie unverheiratet geblieben, während Guiying behindert und inkontinent ist und für eine Heirat eigentlich als zu alt angesehen wird. Als sie sich das erste Mal sehen, traut sich Ma kaum, Guiying in die Augen zu sehen. Mit der Verlobung ziehen beide bei ihren Familien aus und wohnen in einem baufälligen Haus auf den Feldern.
Eines Tages kommt der Sohn des Großhändlers ins Dorf und verkündet, dass sein Vater im Krankenhaus liegt und Bluttransfusionen der seltenen Blutgruppe Weißer Panda benötigt. Ma ist der Einzige mit dieser Blutgruppe und erklärt sich bereit, das Blut ohne Gegenleistung zu spenden. Hierfür nimmt er auch die Fahrten in die nächste Stadt auf sich. Als er zurückkommt, wartet Guiying frierend am Wegrand auf ihn und gibt ihm warmes Wasser zu trinken.
In der Folge ist Ma dabei zu sehen, wie er verschiedene Stadien der Feldarbeit ausführt. Zunächst kauft er die Samen beim Händler, muss aber anschreiben, weil der Großhändler noch nicht für die letzte Ernte bezahlt hatte. Dann beginnt er sein kleines Feld zu bestellen und Weizen und Mais darauf zu säen. Zugleich geht er liebevoll mit Guiying um, behandelt sie zuvorkommend und lässt sie auf dem Eselkarren mitfahren, damit sie nicht laufen muss. Dafür wird er zunächst von den Dorfbewohnern gehänselt, die in seiner Abwesenheit seine Freundlichkeit bewundern.
Während das Getreide wächst, beginnt Ma mit Hilfe von Guiying ein Haus zu bauen. Als die Lehmziegel in einem Sturm drohen, zerstört zu werden, kommen sich die beiden näher und gestehen, dass sie sich beide vor der Ehe gefürchtet haben. Bei ähnlichen Situationen auf dem Heimweg und nachts auf dem Hausdach erkennen sie, dass sie sich in ihrer Ausgegrenztheit ähnlich sind. Bei seinen Zügen in die Stadt zum Blutspenden bekommt Ma zweimal einen Mantel vom Sohn des Händlers geschenkt, doch er besteht darauf das Geschenk später zu bezahlen. Sein Bruder drängt Ma, sich bei einem staatlichen Programm für verbilligte Wohnungen zu bewerben. Als er die Wohnung erhält und sie mit einem Kamerateam besichtigt, fragt er verdutzt die Journalistin, wo denn nun seine Tiere schlafen sollten.
Nach der Ernte als das Haus der beiden fertiggestellt ist, wird Guiying plötzlich krank und Ma versorgt sie liebevoll, doch muss er wie jeden Tag auf dem Feld arbeiten. Als er zurückkehrt, erklären ihm die Dorfbewohner, dass Guying vorbeigekommen sei und Wasser holen wollte. Daraufhin findet er seine tote Frau im Wassergraben und holt sie zurück an Land. In der Folge lässt er seinen Esel frei, verkauft die gesamte Ernte und begleicht sogar noch seinen Schulden bei dem Sohn des Händlers. Zuletzt ist sein Bruder zu sehen, der für ein Regierungsprogramm dessen Haus abreißen lassen kann, um eine Prämie zu erhalten. Jener sagt noch, dass Ma nun ein neues Leben in der Großstadt anfangen würde.

## Produktion
Für Regisseur und Drehbuchautor Li Ruijun ist Return to Dust der sechste realisierte Spielfilm. Er wird als aufstrebendes Talent des chinesischen Independent-Films angesehen. Lis Filme gelten als rustikal und zeigen die Schönheit und Verlassenheit des nordwestlichen Chinas.
Die Dreharbeiten fanden in Lis Geburtsort, dem Dorf Huaqiangzi in Luocheng (Gaotai) statt.
Die weltweiten Vertriebsrechte sicherte sich die deutsche Firma M-Appeal.
Vom Ende gibt es zwei Schnittfassungen: In der Ursprungsfassung wird deutlich, dass Ma Suizid begeht. Die Zensur hat jedoch ein anderes Ende durchgesetzt, wonach Ma ein glückliches neues Leben beginnt, und hinzugefügte Sätze im Abspann erläutern dazu „dank der Hilfe der Regierung und warmherziger Dorfbewohner“.

## Veröffentlichung
Die Premiere von Return to Dust fand am 13. Februar 2022 bei der Berlinale statt. Ein regulärer Kinostart in der Volksrepublik China fand am 8. Juli 2022 statt. Im September 2022, vor dem 20. Parteitag der Kommunistischen Partei Chinas, wurde der Film in China verboten und ist seitdem aus den Kinos und von den Streamingplattformen entfernt. In Deutschland kam der Film am 2. März 2023 im Verleih von Rapid Eye Movies ins Kino.

## Auszeichnungen
Mit Return to Dust konkurrierte Li Ruijun zum ersten Mal um den Goldenen Bären, den Hauptpreis der Berlinale. Der Film blieb unprämiert.